# Manduca boliviana
Manduca boliviana (лат.) — вид бабочек из семейства бражников (Sphingidae), обитающих в Боливии.

## Описание

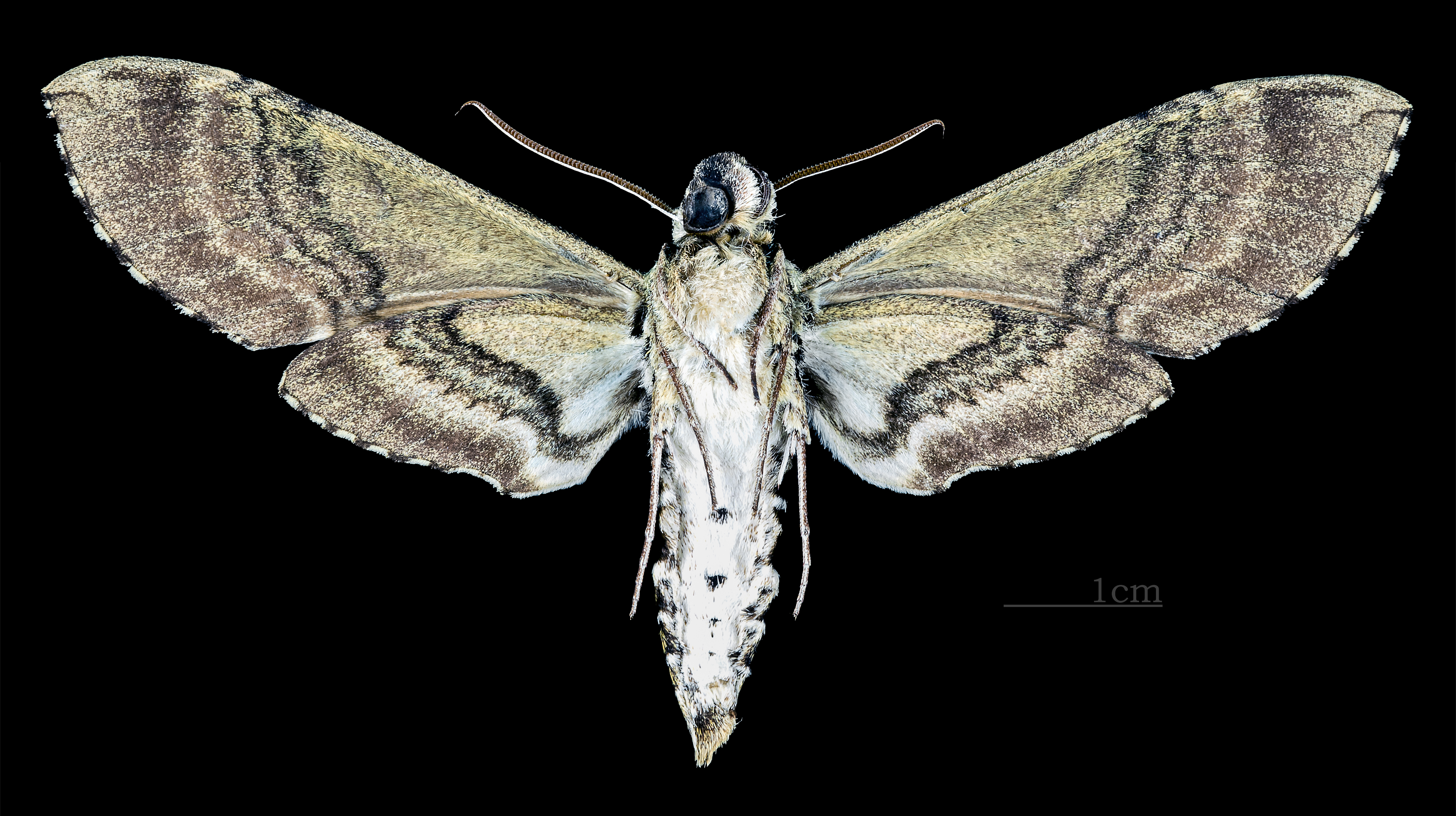
Manduca boliviana. Нижняя сторона крыльев

Размах передних крульев 44 мм. Вид похож на родственные виды Manduca scutata и Manduca brasiliensis, но отличается ме́ньшим размером, передние крылья — короче и более закруглённые на концах. Передние крылья сверху — светло-серые, а с нижней стороны — светлые с тремя заметными постмедианными полосами и широкой крайней полосой. Задние крылья сверху имеют белую близкую к краю полосу, а снизу — постмедианную полосу, которая у́же и более выражена, чем у Manduca scutata и Manduca brasiliensis.

## Ареал
Является эндемиком Боливии.

## История изучения
Вид был описан американским энтомологом Бенджамином Престоном Кларком в 1923 году и назван Protoparce boliviana. Потом рассматривался как подвид Protoparce scutata boliviana, синоним Protoparce clarki, синоним Manduca scutata, затем как подвид Manduca scutata boliviana. В 1999 году таксон был вновь классифицирован как отдельный вид Manduca boliviana.